# 17e session du Comité du patrimoine mondial
La 17e session du Comité du patrimoine mondial a eu lieu du 6 décembre 1993 au 11 décembre 1993 à Carthagène des Indes, en Colombie.

## Inscriptions

### Patrimoine mondial
Le Comité vote l'inscription de 33 biens sur la liste du patrimoine mondial. La liste compte alors 410 biens protégés.
L'Irlande, le Japon, le Paraguay, les Philippines, le Salvador, la Slovaquie, le Venezuela et le Viêt Nam connaissent leurs premières inscriptions.
Un bien est inscrit en Ouzbékistan pour la première fois depuis l'indépendance du pays (Itchan Kala y avait été précédemment inscrite en 1990, avant la dislocation de l'URSS, alors que l'Ouzbékistan était encore une république de cette dernière).
Les critères indiqués sont ceux utilisés par l'Unesco depuis 2005, et non pas ceux employés lors de l'inscription des sites. Par ailleurs, les superficies mentionnées sont celles des biens actuels, qui ont pu être modifiées depuis leur inscription.
| Id. | Bien                                                                           | Pays        | Superficie (ha) | Critères et notes | Coordonnées | Illus. |
| --- | ------------------------------------------------------------------------------ | ----------- | --------------- | --- | --- | ------ |
| 624 | Ville de Bamberg                                                               | Allemagne   | 142             | Culturel, (ii)(iv) | 49° 53′ 31″ N, 10° 53′ 20″ E |        |
| 546 | Monastère de Maulbronn                                                         | Allemagne   | 72,45           | Culturel, (ii), (iv) Outre le bâtiment du monastère, le bien comprend 19 sites liés à la gestion hydraulique de canaux et réservoirs. | 49° 00′ 04″ N, 8° 48′ 47″ E |        |
| 664 | Ensemble archéologique de Mérida                                               | Espagne     | 31              | Culturel, (iii)(iv) Le bien comprend 22 sites archéologiques distincts. | 38° 54′ 58″ N, 6° 20′ 17″ O |        |
| 669 | Chemins de Saint-Jacques-de-Compostelle                                        | Espagne     | 15              | Culturel, (ii), (iv), (vi) Le bien est étendu en 2015 pour inclure quatre autres chemins de pèlerinage et seize édifices. | 42° 27′ 32″ N, 5° 52′ 59″ O |        |
| 665 | Monastère royal de Santa María de Guadalupe                                    | Espagne     | 1,1             | Culturel, (iv)(vi) | 39° 27′ 11″ N, 5° 19′ 41″ O |        |
| 233 | Qutb Minar et ses monuments, Delhi                                             | Inde        |                 | Culturel, (iv) | 28° 31′ 34″ N, 77° 11′ 06″ E |        |
| 232 | Tombe de Humayun, Delhi                                                        | Inde        | 27,04           | Culturel, (ii), (iv) | 28° 35′ 35″ N, 77° 15′ 04″ E |        |
| 659 | Ensemble archéologique du méandre de la Boyne                                  | Irlande     | 770             | Culturel, (i)(iii)(iv) | |        |
| 670 | I Sassi di Matera                                                              | Italie      | 1 016           | Culturel, (iii)(iv)(v) | 40° 39′ 58″ N, 16° 36′ 36″ E |        |
| 661 | Himeji-jo                                                                      | Japon       | 107             | Culturel, (i)(iv) | 34° 49′ 59″ N, 134° 42′ 00″ E |        |
| 660 | Monuments bouddhistes de la région d'Horyu-ji                                  | Japon       | 15              | Culturel, (i)(ii)(iv)(vi) | 34° 37′ 01″ N, 135° 43′ 59″ E |        |
| 663 | Shirakami-Sanchi                                                               | Japon       | 16 971          | Naturel, (ix) | 40° 28′ N, 140° 08′ E |        |
| 662 | Yakushima                                                                      | Japon       | 10 747          | Naturel, (vii)(ix) | 30° 19′ 59″ N, 130° 31′ 59″ E |        |
| 676 | Centre historique de Zacatecas (es)                                            | Mexique     | 208             | Culturel, (ii)(iv) | 22° 46′ 01″ N, 102° 33′ 22″ O |        |
| 714 | Peintures rupestres de la Sierra de San Francisco                              | Mexique     | 182 600         | Culturel, (i)(iii) | 27° 39′ 22″ N, 112° 54′ 58″ O |        |
| 554 | Sanctuaire de baleines d'El Vizcaino (es)                                      | Mexique     | 369 631         | Naturel, (x) Deux sites, pour les lagunes Ojo de Liebre (es) et San Ignacio (es). | 27° 51′ 00″ N, 114° 10′ 48″ O 26° 58′ 48″ N, 113° 09′ 54″ O |        |
| 602 | Centre historique de Boukhara                                                  | Ouzbékistan | 216             | Culturel, (ii)(iv)(vi) Le bien avait été présenté par l'Union soviétique avant l'indépendance de l'Ouzbékistan, lequel ne l'avait pas reconfirmé. Le Comité décide que l'inscription ne serait effective qu'à la présentation d'une liste indicative par l'Ouzbékistan, ce que le pays fait dès l'année suivante. | 39° 46′ 30″ N, 64° 25′ 44″ E |        |
| 648 | Missions jésuites de La Santísima Trinidad et Jesús de Tavarangue              | Paraguay    | 27,88           | Culturel, (iv) | 27° 07′ 55″ S, 55° 42′ 11″ O 27° 03′ 22″ S, 55° 45′ 07″ O |        |
| 677 | Églises baroques des Philippines                                               | Philippines | 7,81            | Culturel, (ii), (iv) Quatre églises : - Église Saint-Augustin, Manille - Église Nuestra Señora de la Asunción, Santa María - Église Saint-Augustín, Paoay - Église Santo Tomás de Villanueva, Miagao | 14° 35′ 20″ N, 120° 58′ 30″ E 17° 22′ 01″ N, 120° 28′ 59″ E 18° 03′ 43″ N, 120° 31′ 19″ E 10° 38′ 31″ N, 122° 14′ 06″ E                                                                                    |        |
| 653 | Parc marin du récif de Tubbataha, Philippines                                  | Philippines | 130 028         | Naturel, (vii), (ix), (x) | 8° 57′ 11″ N, 119° 52′ 05″ E |        |
| 596 | Biertan et son église fortifiée                                                | Roumanie    | 84,57           | Culturel, (iv) Le bien est étendu en 1999 à six autres églises et prend alors le nom de « Sites villageois avec églises fortifiées de Transylvanie ». | 46° 08′ 06″ N, 24° 31′ 16″ E |        |
| 598 | Églises de Moldavie                                                            | Roumanie    | 18,49           | Culturel, (i), (iv) 7 églises : Arbore (ro), Humor, Moldovița, Pătrăuți (ro), Probota (ro), Suceava (ro) et Voroneț. Le bien est étendu en 2010 à l'église de la Résurrection du monastère de Sucevița. | 47° 43′ 59″ N, 25° 55′ 59″ E 47° 35′ 35″ N, 25° 51′ 25″ E 47° 39′ 25″ N, 25° 34′ 19″ E 47° 43′ 48″ N, 26° 11′ 24″ E 47° 22′ 30″ N, 26° 37′ 26″ E 47° 38′ 31″ N, 26° 15′ 47″ E 47° 31′ 01″ N, 25° 51′ 50″ E |        |
| 597 | Monastère de Horezu                                                            | Roumanie    | 22,48           | Culturel, (ii) | 45° 10′ 08″ N, 24° 00′ 25″ E |        |
| 657 | Ensemble architectural de la laure de la Trinité-Saint-Serge à Serguiev Possad | Russie      | 22,75           | Culturel, (ii)(iv) | 56° 18′ 36″ N, 38° 07′ 52″ E |        |
| 675 | Site archéologique de Joya de Cerén                                            | Salvador    | 3 200           | Culturel, (iii)(iv) | 13° 49′ 41″ N, 89° 22′ 08″ O |        |
| 618 | Banská Štiavnica                                                               | Slovaquie   | 20 632          | Culturel, (iv)(v) | 48° 27′ 29″ N, 18° 53′ 46″ E |        |
| 620 | Spišský Hrad et ses monuments culturels associés                               | Slovaquie   | 1 300           | Culturel, (iv) Étendu en 2009 à la ville de Levoča. | 48° 59′ 56″ N, 20° 46′ 05″ E |        |
| 622 | Vlkolínec                                                                      | Slovaquie   | 4,9             | Culturel, (iv)(v) | 49° 02′ 31″ N, 19° 16′ 30″ E |        |
| 555 | Birka et Hovgården                                                             | Suède       | 23,07           | Culturel, (iii)(iv) | 59° 20′ 10″ N, 17° 32′ 42″ E 59° 21′ 36″ N, 17° 31′ 59″ E |        |
| 556 | Forges d'Engelsberg                                                            | Suède       | 9,596           | Culturel, (iv) | 59° 58′ 01″ N, 16° 00′ 29″ E |        |
| 658 | Coro et son port                                                               | Venezuela   | 18,4            | Culturel, (iv)(v) | 11° 24′ 00″ N, 69° 40′ 59″ O 11° 27′ 32″ N, 69° 34′ 05″ O |        |
| 678 | Ensemble de monuments de Huê                                                   | Viêt Nam    | 315,47          | Culturel, (iv) Le bien comprend 14 sites distincts. | 16° 28′ 08″ N, 107° 34′ 41″ E |        |
| 611 | Ville historique de Zabid                                                      | Yémen       |                 | Culturel, (ii)(iv)(vi) | 14° 11′ 53″ N, 43° 19′ 48″ E |        |

### Modifications
Le bien suivant, inscrit lors d'une session précédente, est significativement modifié.
| Id. | Bien                       | Pays             | Critères et notes | Coordonnées                   | Illus. |
| --- | -------------------------- | ---------------- | --- | ----------------------------- | ------ |
| 421 | Parc national de Tongariro | Nouvelle-Zélande | Mixte, (vi), (vii), (viii) Le parc est inscrit en 1990 selon des critères uniquement naturels ; en 1993, un critère culturel y est adjoint. | 39° 17′ 28″ S, 175° 33′ 43″ E |        |

### Patrimoine en péril
Le Comité approuve l'inscription d'un bien sur la liste du patrimoine mondial en péril.
| Id. | Bien                         | Pays       | Critères et notes | Coordonnées                  | Illus. |
| --- | ---------------------------- | ---------- | --- | ---------------------------- | ------ |
| 76  | Parc national des Everglades | États-Unis | Naturel, (viii), (ix), (x) Le parc, inscrit en 1979, est considéré comme en péril à la suite des dégats provoqués par l'ouragan Andrew, ainsi que la détérioration du débit et de la qualité de l'eau provoquée par le développement agricole et urbain. Il est retiré de la liste du patrimoine en péril en 2007, mais y est retabli dès 2010. | 25° 19′ 01″ N, 80° 55′ 59″ O |        |

### Propositions rejetées
Le Comité rejette l'inscription de quatre biens, qu'il n'estime pas correspondre aux critères de la liste du patrimoine mondial.
| Bien                                  | Pays     | Notes | Coordonnées                   | Illus. |
| ------------------------------------- | -------- | --- | ----------------------------- | ------ |
| Fossiles d'Ipolytarnóc                | Hongrie  | La Hongrie inscrit à nouveau le site sur sa liste indicative en 2000 | 48° 13′ 55″ N, 19° 39′ 00″ E  |        |
| Sanctuaire de l'onagre de l'Inde (en) | Inde     | L'Inde inscrit à nouveau le site sur sa liste indicative en 2006 | 24° 05′ N, 70° 38′ E          |        |
| Cèdres du Liban                       | Liban    | Le site est finalement inscrit au patrimoine mondial en 1998, comme composante du bien « Ouadi Qadisha ou Vallée sainte et forêt des cèdres de Dieu (Horsh Arz el-Rab) » | 34° 14′ 38″ N, 36° 02′ 53″ E  |        |
| Parc national de Cúc Phương           | Viêt Nam | | 20° 23′ 20″ N, 105° 37′ 05″ E |        |